# Sasów
Sasów lub Sassów (ukr. Сасів) – wieś na północ od Złoczowa, nad Bugiem; w rejonie złoczowskim obwodu lwowskiego Ukrainy. W latach 1918–1939 w powiecie złoczowskim, województwa tarnopolskiego w Polsce; dekanat złoczowski. Ważna stacja kolejowa na linii Krasne–Tarnopol.

## Położenie
Na podstawie Słownika geograficznego Królestwa Polskiego i innych krajów słowiańskich Sasów to: miasteczko nad Bugiem w powiecie złoczowskim, położone 9 km na północny-wschód od Złoczowa.

## Historia
W 1511 wieś Komarów (ukr. Комарiв) stała się własnością Anny Sienieńskiej. Do tego czasu wchodziła w skład klucza oleskiego. W 1613 należała już do Jana Daniłowicza, wojewody ruskiego. W 1615 podniesiona została do rangi miasta otrzymując przywileje wzorowane na prawie magdeburskim z rąk króla Zygmunta III. Od nazwy herbu jej właściciela, Jana Daniłowicza, otrzymuje miano „Sassów”. Miasto znajdowało się wówczas na szlaku handlowym prowadzącym z Podola na Wołyń. Miasto miało charakter obronny. Na szczycie pobliskiego wzniesienia o nazwie Grodzisko znajdował się zamek.
Zgodnie z przywilejami króla Zygmunta III, mieszkańcy nowo założonego miasta zwolnieni byli od podatków publicznych na okres 4 lat, a na wieczne czasy od myta i opłat celnych obowiązujących na ziemiach ruskich, z wyjątkiem cła pogranicznego. Zygmunt III nakazał budowę gościńca, który miał przechodzić przez miasto, na trasie wiodącej ze Lwowa, Kamieńca, Baru, Trembowli i Tarnopola do Krzemieńca, Łucka, Horodła i Sokala.
Od czasów Zygmunta III miejsce znanych w okolicy jarmarków, które odbywały się podczas uroczystości kościelnych na św. Stanisława, św. Michała i św. Mikołaja. W każdą środę i sobotę odbywały się targi.
Już w 1628 był tu pierwszy drewniany kościół, a w 1631 katolicka parafia.
W 1638 w mieście znajdowała się papiernia. Jej tradycje kontynuowały wybudowane w latach 60. XIX wieku Zakłady Wyrobów Papierowych, które wówczas zaliczano do największych w Europie. Praca w nich odbywała się do 1915. Podczas I wojny światowej zostały zniszczone przez wojska rosyjskie. Do dzisiaj budynki zakładowe są niezagospodarowane.
W sierpniu 1649 mieszkańcy Sasowa obronili miasto przed atakiem hufca Tatarów. Sasów utracił prawa miejskie w 1682. W pierwszej połowie XVIII w. należał do Radziwiłłów.
W latach 1772–1918 roku – miasto w Królestwie Galicji i Lodomerii w Cesarstwie Austriackim. W tym okresie, Sasów zamieszkiwali Polacy i Rusini (ogółem 2697 osób wg spisu ludności z 1857). Parafia rzymskokatolicka i greckokatolicka „loco”. W tym roku, właścicielem tabularnym miasta był Michał Torosiewicz. W XIX w. Sasów znany był jako miejsce uzdrowiskowe – hydroterapia. 
W 1934 roku w Sasowie odsłonięto pomnik króla Jana III Sobieskiego.
W lutym 1940 NKWD zesłało na Syberię 15 polskich rodzin. W latach 1943–1945 nacjonaliści ukraińscy z OUN-UPA zamordowali tutaj 5 Polaków i 1 Ukraińca.
Podczas okupacji pozbawiony praw miejskich i włączony do nowej wiejskiej gminy Sasów.

## Zabytki
- dwór
- kościół pw. Narodzenia św. Jana Chrzciciela, wybudowany w 1864, poświęcony w 1873. W 1887 kościół zniszczył pożar. Wkrótce jednak został odremontowany i ponownie poświęcony. W czasach komunizmu budynek kościoła wykorzystywano jako magazyn. 26 czerwca 2004, w budynku kościoła, celebrowano pierwsze nabożeństwo od czasów jego likwidacji
- cerkiew pw. św. Mikołaja obok której wznosi się znacznie starsza dzwonnica, wybudowana wzorem starożytnych baszt obronnych na Rusi. Cerkiew zbudowano w 1731. Jest uważana za jedną z piękniejszych drewnianych budowli sakralnych na terenie dawnej Małopolski Wschodniej
- drewniana synagoga, która nie zachowała się do naszych czasów. W tutejszej gminie żydowskiej działał kabalista i rabin-cudotwórca, Mosze Leib
- cmentarz na którym spoczywają m.in. Polacy pomordowani w okresie II wojny światowej przez Rosjan.
- zamek, wybudowany w XVII w.[6]

## Znane osoby
- Marian Michał Kuczyński – podporucznik piechoty Wojska Polskiego, cichociemny.
- Kazimierz Kałucki – urodził się w Sasowie, polski chemik-technolog, prof. Uniwersytetu w Szczecinie.
- Jan Stepa – urodził się w Sasowie, polski duchowny katolicki, biskup tarnowski, prof. Uniwersytetu Lwowskiego
- Franciszek Stroński (1803–1865) – polski bibliotekarz, dyrektor Biblioteki Uniwersytetu Lwowskiego i Biblioteki Jagiellońskiej